# Tiruvaikāvūr
Tiruvaikāvūr är en ort i Indien.   Den ligger i distriktet Thanjavur och delstaten Tamil Nadu, i den södra delen av landet, 2 000 km söder om huvudstaden New Delhi. Tiruvaikāvūr ligger 30 meter över havet och antalet invånare är 4 622.
Terrängen runt Tiruvaikāvūr är mycket platt. Runt Tiruvaikāvūr är det mycket tätbefolkat, med 1 463 invånare per kvadratkilometer. Närmaste större samhälle är Kumbakonam, 12,0 km öster om Tiruvaikāvūr. Trakten runt Tiruvaikāvūr består till största delen av jordbruksmark.